# Евсюнина, Анастасия Николаевна
Анастасия Николаевна Евсюнина (21 апреля 1993, Селенгинск, Кабанский район, Бурятия) — российская биатлонистка, неоднократная чемпионка и призёр чемпионата России, чемпионка Европы среди юниоров. Мастер спорта России.

## Биография
Выступает за Центр спортивной подготовки Новосибирской области. Тренеры — Сергей Николаевич Басов, Константин Сергеевич Попов.

### Юниорская карьера
Серебряный и бронзовый призёр II зимней Спартакиады молодёжи России (2012).
На чемпионате Европы среди юниоров 2014 года в Нове-Место стала чемпионкой в индивидуальной гонке и серебряным призёром в смешанной эстафете, а также занимала шестые места в спринте и гонке преследования. В том же году на юниорском чемпионате мира в Преск-Айле была четвёртой в спринте, 13-й — в гонке преследования и 21-й — в индивидуальной гонке.

### Взрослая карьера
В сезоне 2013/14 принимала участие в Кубке IBU на этапе в Мартелло, была 35-й в спринте и 22-й в пасьюте.
На чемпионате России становилась чемпионкой в 2015 году в эстафете и в 2016 году в гонке патрулей, также завоёвывала серебряные и бронзовые медали. На чемпионате России по летнему биатлону была серебряным призёром в эстафете (2014).
Становилась победительницей чемпионата Сибирского и Дальневосточного федеральных округов, победительницей и призёром этапов Кубка России.